# Adi Purana
Ādi purāṇa es un texto del siglo IX escrito por el monje digambara Jinasena. Trata la vida de Rishabha el primer Tirthankara del jainismo está escrito en sánscrito.

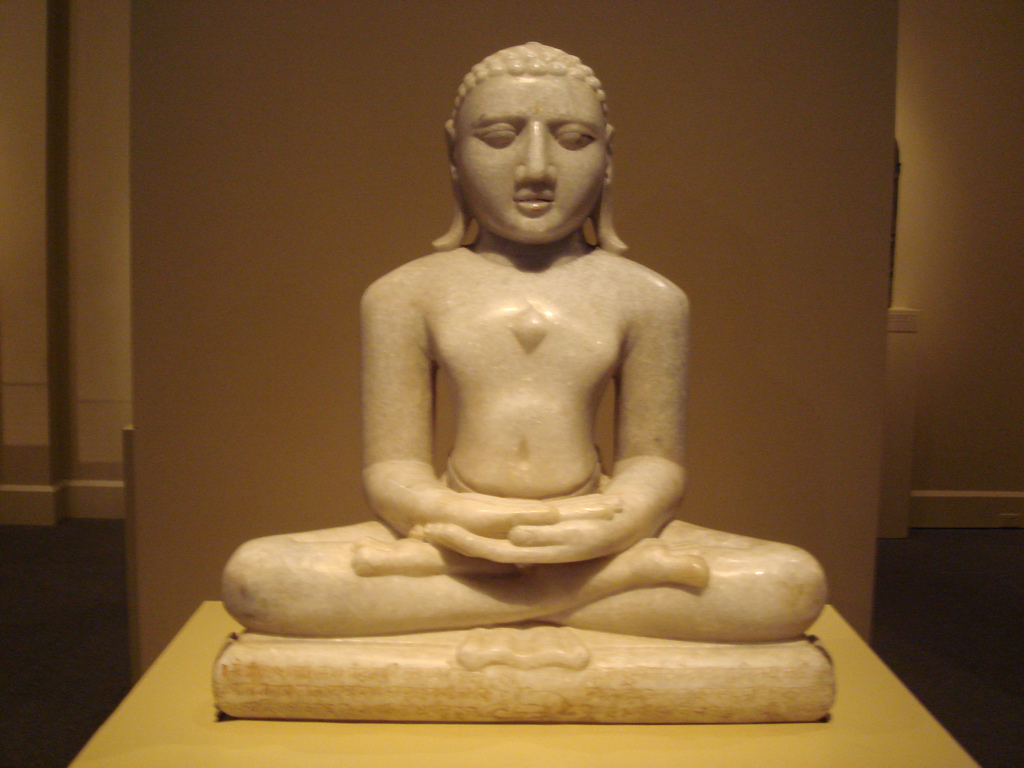
Imagen de Rishabhanatha, sobre quien trata el texto

## Contenido
El texto se centra en la búsqueda de la perfección y en la obtención del moksa por parte de Rishabhanatha. Se muestra la lucha entre los hijos de este Bahubali y Bharata. Si bien Bahubali vence, decide renunciar a los privilegios en favor de su hermano. Este texto es la base de otros textos jainas medievales.

## Versión en idioma canarés
Existe una muestra en idioma canarés escrita en estilo Champu que consiste en combinar prosa y verso. Esta versión trata la vida del primer tirthankara en dieciséis cantos. este trabajo es la primera obra del poeta Adikavi Pampa (941 d. C.). y está basado en la versión sánscrita. Se trata de un amuestra relevante de la literatura en este idioma